# Signal Fire
Signal Fire ist das 2013 erschienene Studioalbum des US-amerikanischen Sängers und Songwriters Dan Reed.

## Entstehung
Dan Reed hatte 2010 sein erstes Soloalbum mit dem Titel Coming Up for Air veröffentlicht. Neben typischen Instrumenten der Popmusik wie Gitarre, Schlagzeug, Bass, und Keyboards wurden bei den Aufnahmen auch Violinen und Klavier sowie einige asiatische Instrumente, wie z. B. eine chinesische Harfe, verwendet.
Mit Signal Fire kehrte Dan Reed stärker in den Bereich der Pop- und Rockmusik zurück, er verzichtete auf außergewöhnliche Instrumente und Klangfarben und nahm neben klassischer Rockinstrumentierung (Gitarren, Bass, Schlagzeug) lediglich ein Piano hinzu.
Das Album erschien am 26. Februar 2013. Reed widmete es seinen verstorbenen Eltern, Thomas und Elizabeth Reed, seinem Sohn, Joshua Thomas Reed, sowie dessen Mutter, Katerina Blahova.

## Titelliste
alle Titel geschrieben von Dan Reed, Ausnahmen siehe unten
1. 4:03 – Signal Fire
2. 4:24 – All I Need is You
3. 4:28 – Only Love
4. 4:11 – Sing to Me
5. 4:53 – End of the World
6. 4:17 – Last Leaf
7. 4:23 – Avalanche (Justin Lavash)
8. 3:59 – Slow Down
9. 4:42 – Beloved
10. 4:14 – All Night
11. 3:55 – Indestructible (Brooke Lizotte, Dan Reed)
12. 4:14 – Soul Warrior
13. 3:04 – Drive On